# John Byrne (futebolista)
John Frederick Byrne (Manchester, 1 de fevereiro de 1961) é um ex-futebolista irlandês, que atuava como atacante.

## Carreira
John Byrne integrou a histórica Seleção Irlandesa de Futebol da Copa do Mundo de 1990. 